# Mercy (film, 2026)
Pour les articles homonymes, voir Mercy.
Pour plus de détails, voir Fiche technique et Distribution.
Mercy est un film américain réalisé par Timur Bekmambetov et dont la sortie est prévue en 2026.

## Synopsis
Un détective privé va tenter de prouver son innocence après avoir été accusé d'un crime.

## Fiche technique
Sauf indication contraire, les informations mentionnées dans cette section peuvent être confirmées par la base de données cinématographiques IMDb,  présente dans la section « Liens externes ».
- Titre original : Mercy
- Réalisation : Timur Bekmambetov
- Scénario : Marco van Belle
- Musique : N/A
- Direction artistique : Anthony Franco
- Décors : Alex McDowell
- Costumes : Anthony Franco
- Photographie : Khalid Mohtaseb
- Montage : Austin Keeling et Lam T. Nguyen
- Production : Robert Amidon, Timur Bekmambetov, Majd Nassif et Charles Roven
- Sociétés de production : Metro-Goldwyn-Mayer, Atlas Entertainment et Bazelevs
- Sociétés de distribution : Amazon MGM Studios (États-Unis), Sony Pictures (France)[1]
- Budget : N/A
- Pays de production :  États-Unis
- Langue originale : anglais
- Format : couleur
- Genre : science-fiction, thriller, action, policier
- Dates de sortie[2] : Dates sujettes à modification
  - États-Unis : 23 janvier 2026
  - France : 28 janvier 2026[1]

## Distribution
- Chris Pratt
- Rebecca Ferguson
- Annabelle Wallis
- Kali Reis
- Rafi Gavron
- Chris Sullivan
- Kenneth Choi
- Kylie Rogers

## Production
En janvier 2024, il est annoncé qu'Amazon MGM Studios développe un thriller de science-fiction intitulé Mercy via sa filiale Metro-Goldwyn-Mayer. Chris Pratt est annoncé dans le rôle principal, avec Timur Bekmambetov à la réalisation, d'après un script de Marco Van Belle. Charles Roven produit le film, aux côtés de Robert Amidon, Timur Bekmambetov et Majd Nassif,.
En mars 2024, Rebecca Ferguson et Annabelle Wallis rejoignent le film,. Le mois suivant, c'est au tour de Kali Reis, Rafi Gavron, Chris Sullivan, Kenneth Choi ou encore Kylie Rogers d'être annoncé,.
Le tournage débute le 18 avril 2024 à Los Angeles. Chris Pratt se blesse à la cheville au cours du quatrième jour de tournage. Les prises de vues s'achèvent le 23 mai.

## Sortie et accueil
Mercy devait initialement sortir aux États-Unis le 15 août 2025. La sortie est ensuite repoussée au 23 janvier 2026